# Stade Marcolino de Castro
 (mars 2025).
Le Estádio Marcolino de Castro est un stade de Santa Maria da Feira au Portugal. 
Le stade a été inauguré en 1962 et a une capacité de 4 667 places et pour club résident le CD Feirense.